# Voûtain

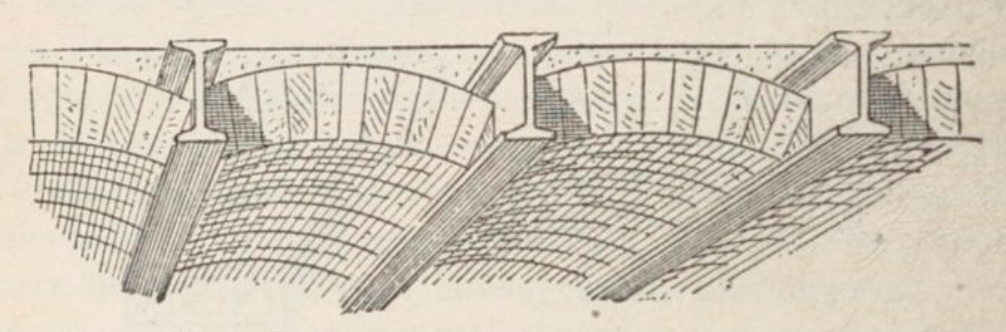
Dessin du principe de construction en voûtains.

Un voûtain est un élément de voûte. Le terme peut s'appliquer à des éléments techniques de nature différente :
- dans l'architecture de type gothique, compartiment d'une voûte délimité par des arêtes ou des ogives. Quatre voûtains triangulaires se rencontrant au milieu d’une travée à vives arêtes et pénétrant deux voûtes en berceau de même hauteur sont appelées voûte d’arêtes ;
- appareillage de maçonnerie, généralement en briques pleines posées sur chant, formant un hourdis voûté disposé entre les poutrelles métalliques d'un plancher ou celles d'un tablier de pont[1]. La résistance des voûtains en briques pleines est extrêmement élevée[évasif].